# 吳東諺
吳東諺（1989年9月22日—），英文：Josh Wu，台灣男藝人，出生於臺北市，為喬傑立偶像團體Super131前成員，退伍後參與我的老師叫小賀飾演陳龍飛一角因而打開知名度，2018年與女藝人白家綺結婚，育有1子1女。

## 演藝經歷
吳東諺學生時期為成績優異的游泳選手，曾代表國家出國參賽，但因從小懷有星夢，在大學時期決定加入喬傑立，並在經過三年的受訓後，與公司其他成員組成偶像團體super131，團體成員須具備「七會」：會唱、會跳、會演、會翻、會彈、會創作、會合音。並在等待出道期間兼職游泳教練，長達8年，出道前吳東諺因練習後空翻時導致膝蓋摔斷，於發片前腳傷一直未能痊癒，只能忍痛退團。但吳東諺並未因此放棄，結束兵役後往戲劇方面發展。

## 電視劇
| 年份   | 頻道       | 劇名               | 角色          |
| 2011年 | 台視       | 《田庄英雄》       | 男模          |
| 2012年 | 三立都會台 | 《剩女保鏢》       | 街頭藝人      |
| 2015年 | 中視       | 《鑑識英雄》       | 阿傑          |
| 2015年 | 大愛電視台 | 《聽見天堂鳥》     | 黃宇凡        |
| 2016年 | 民視       | 《我的老師叫小賀》 | 陳龍飛        |
| 2018年 | 民視       | 《實習醫師鬥格》   | 蔡世鑫        |
| 2018年 | 三立台灣台 | 《炮仔聲》         | 吳家龍        |
| 2022年 | 民視       | 《黃金歲月》       | 高志明        |
| 2022年 | 民視       | 《決勝的揮拍》     | 吳濟安        |
| 2022年 | 民視       | 《市井豪門》       | 李成龍        |
| 2024年 | 華視       | 《少女八家將》     | 劉明          |
| 2024年 | 民視       | 《愛的榮耀》       | 蔡大貴        |
| 2025年 | 民視       | 《好運來》         | 蕭逸凱 陳逸凱 |
| 2025年 | GOOD TV    | 《幸福宅一起》     |               |
| 待播   |            | 《扳手阿發》       | 張曉東        |

## 電影
| 年份   | 電影名稱 | 飾演   | 合作演員               |
| 2012年 | 球來就打 | 陳景森 | 黃少祺、周采詩、張芯瑜 |
| 2021年 | 影子背後 | 尼克   | 謝承均、白家綺、王鈞浩 |

### 微電影
- 《珍愛珠寶店真愛來臨》
- 《好山好水》
- 《嘉義曾文水庫水域局微電影》

## 樂團
吳東諺高中時加入學校熱音社。並與好友一同組建《Yellow skin》擔任主唱，曾在小河岸舉辦公開演唱會及大河岸舉辦售票演唱會。

### 樂團經歷
- 2009《(中天電視)尋找創作天團十強》
- 2009《TheWall火燄挑戰表演團體》
- 2009《清水之星參賽團體》
- 2007《自來水園區聖誕晚會表演團體》
- 2007《可口可樂尾牙表演團體》
- 2008《地下絲絨表演團體》
- 2013《公館河岸留言MiniConcert》
- 2013《西門河岸留言MiniConcert售票演唱會》

## 外部連結
- 吳東諺的Facebook專頁
- 吳東諺的Instagram帳戶
- 鳳凰藝能－吳東諺 （页面存档备份，存于）